# آبشار بارسکون
آبشار بارسکون (به لاتین: Barskoon Waterfall) یک آبشار در قرقیزستان است که در استان ایسیک‌کول واقع شده‌است.